# Saint-Germain-le-Gaillard
Saint-Germain-le-Gaillard é uma comuna francesa na região administrativa da Normandia, no departamento Mancha. Estende-se por uma área de 13,89 km². Em 2010 a comuna tinha 771 habitantes (densidade: 55,5 hab./km²).